# 日産サティオ徳島
株式会社日産サティオ徳島（にっさんサティオとくしま）とは、徳島県徳島市応神町に本社のある、日産自動車の販売店である。

## 概要
徳島県で、日産の販売店を11店舗展開している。うち徳島支店、西支店、板野支店、鴨島支店、阿北支店、鳴門支店、阿南支店、藍住店には新車展示場に加えて中古車展示場も併設されている。

## 沿革
- 1966年7月 - 日産サニー徳島販売株式会社に社名変更。日産自動車サニー系の徳島県販売椎を取得。資本金1,500万円に増資
- 1978年7月 - 本社を徳島市応神町古川字日ノ上8番地へ移転、現在に至る
- 1984年4月 - 事故車の修理を行う阿波日産車体株式会社を設立、サービス体制を強化
- 1987年11月 - 日産サニープリンス徳島販売株式会社に商号変更。日産プリンス徳島販売株式会社より日産自動車プリンス系の徳島県販売権を譲受
- 1990年10月 - 日産チェリー徳島販売より日産自動車チェリー系の徳島県販売権を譲受
- 1999年12月 - 株式会社日産サテイオ徳島に商号変更
- 2000年1月 - 日産自動車2系列系販売に伴い、日産レッドステージ系列となる
- 2013年 - 日産サテイオ徳島レンタカー事業部としてJネットレンタカー徳島を設立する
- 2014年
  - 10月 - Jネットレンタカー四国株式会社設立、レンタカー事業に進出
  - 11月 - Jネットレンタカー四国が日産サテイオ徳島レンタカー事業部を事業吸収･統合
- 2022年1月 - 株式会社Ponte設立、障がい者福祉事業に進出
- 2023年3月 - 小松島ProudBase出店、ネオクラシックカー市場に進出

## 事業所
県下11店舗。うち徳島支店、西支店、板野支店、鴨島支店、阿北支店、鳴門支店、阿南支店、藍住店には、前述のとおり新車展示場に加えて中古車展示場も併設されている。
- 徳島支店（日産・ハイパフォーマンスセンター認定店・日産LV認定店）- 徳島市応神町古川字日ノ上8番地
- 西支店（日産LV認定店）‐ 徳島県名西郡石井町高川原字加茂野327-4
- 論田支店 - 徳島市論田町大江25
- 板野支店 - 徳島県板野郡藍住町東中富字西向江傍示84-1
- 鴨島支店 - 徳島県吉野川市鴨島町麻植塚字堂床南236-8
- 阿北支店 - 徳島県阿波市土成町成当520
- 脇町支店 - 徳島県美馬市脇町大字猪尻字建神社下南195
- 鳴門支店 - 徳島県鳴門市大津町吉永字前の越232
- 阿南支店 - 徳島県阿南市津乃峰町長浜131
- 藍住店 - 徳島県板野郡藍住町徳命字前須東28-1
- 小松島ProudBase - ネオクラシックカーのレストア、販売を手掛ける専門店

## 関連会社
- スカイレンタカー四国株式会社
- 株式会社コムニカ
- 阿波日産車体
- 株式会社Ponte